# Erg
Erg pomeni tudi peščeno morje.
Èrg (oznaka erg) je fizikalna enota za energijo v sistemu cgs, enaka 10-7 J. Delo 1 erg opravi sila 1 dine na razdalji 1 cm. Mednarodni sistem enot enoto erg uvršča med nedovoljene in priporoča nadomestitev z enoto joule.